# ケミリー園子
ケミリー園子(ケミリーそのこ)は、国際アロマニスト協会の会長、創始者。チュニジアの香料商、ケミリー家に基づいたアロマテラピーを行う。

## 略歴
- 1968年 セント・メアリー・オブ・ザ・アサンプション高校卒業
- 1969年 資生堂に入社、後、ニュージーランド資生堂、ニューヨーク資生堂駐在
- 1984年 ウォーレン・クインテセンスを設立

## 著書・関連書籍
- アロマテラピー完全マスターBOOK―あっという間にアロマの達人! 1999年9月 (出版館ブッククラブ) ISBN 4915884376
- 本能を揺りうごかしてあなたを変える香り処方箋 2001年3月 (ベストセラーズ) ISBN 4584185999